# پیترو پروجینو
پیترو پروجینو (ایتالیایی: Pietro Perugino (پیترو واننوچی یا پیترو وانوچی)؛ زاده ۱۴۴۶ درگذشته ۱۵۲۳)، نقاش رنسانس ایتالیا از مکتب اومبریا بود که برخی از ویژگی‌هایی را توسعه داد که در رنسانس والا به شکلی کلاسیک بیان شدند. رافائل، مشهورترین شاگرد او بود.

## سال‌های آغازین

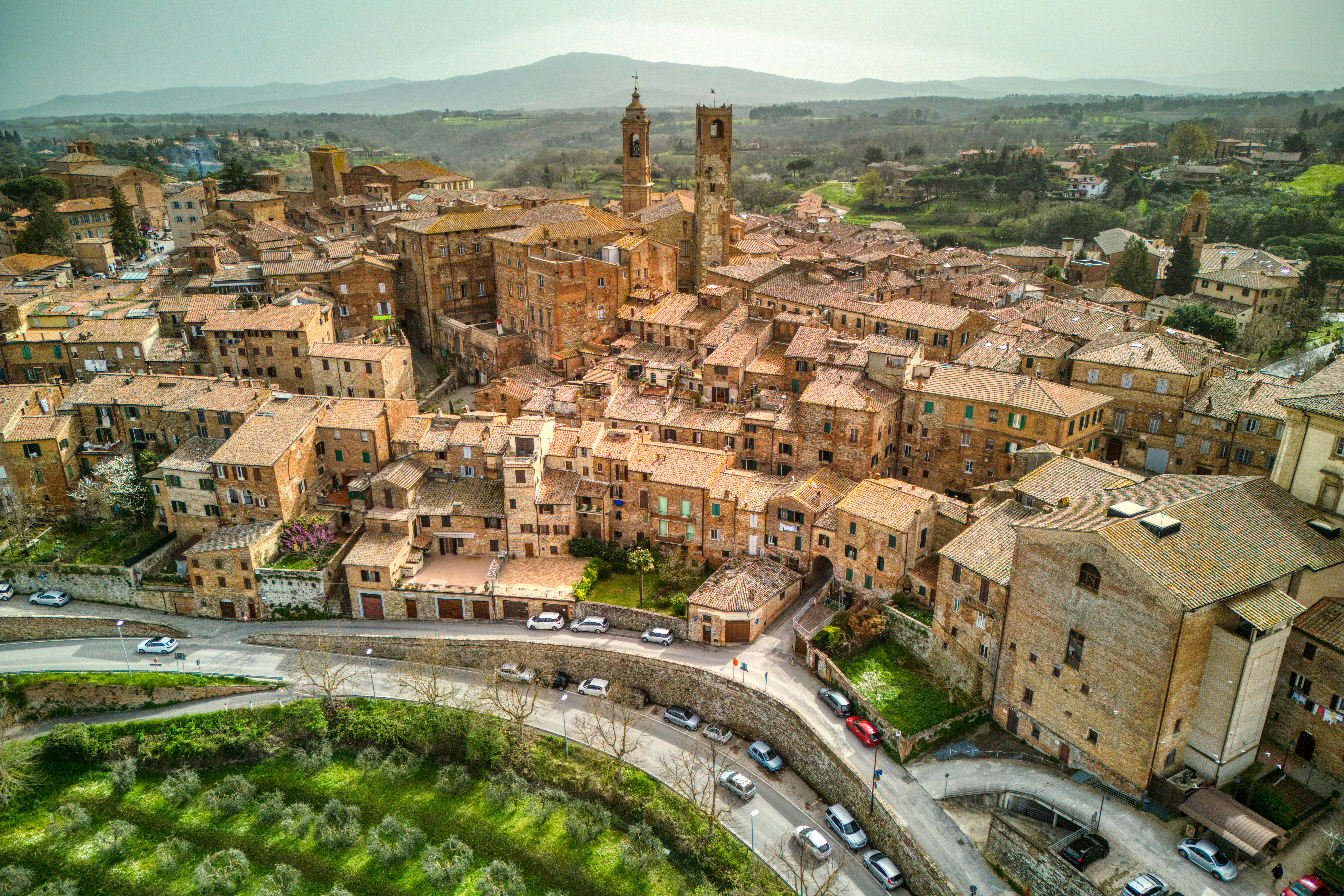
چیتا دلا پیوه

پیترو واننوچی در چیتا دلا پیوه در اومبریا به دنیا آمد. او پسر کریستوفورو ماریا واننوچی بود. لقب «پروجینو» به معنای «اهل پروجیا» است، شهر اصلی اومبریا. پژوهشگران دربارهٔ وضعیت اقتصادی-اجتماعی خانوادهٔ واننوچی اختلاف نظر دارند. برخی معتقدند که او از فقر به موفقیت رسید و برخی دیگر بر این باورند که خانواده‌اش از ثروتمندان شهر بودند.
تاریخ دقیق تولد او مشخص نیست، اما براساس سن او هنگام مرگ که در آثار جورجو وازاری و جووانی سانتی ذکر شده، باور بر این است که او در فاصلهٔ سال‌های ۱۴۴۶ تا ۱۴۵۲ به دنیا آمده است.
پیترو احتمالاً در کارگاه‌های نقاشی محلی پروجیا مانند بارتولومئو کاپورالی یا فیورنزو دی لورنزو شروع به یادگیری نقاشی کرد. تاریخ نخستین اقامت او در فلورانس نامشخص است؛ برخی آن را بین ۱۴۶۶ تا ۱۴۷۰ می‌دانند و برخی دیگر تا سال ۱۴۷۹ عقب می‌برند. بر پایهٔ گفته‌های وازاری، او شاگرد آندرئا دل وروکیو بود و با هنرمندانی چون لئوناردو داوینچی، دومنیکو گیرلاندایو، لورنزو دی کردی، فیلیپینو لیپی و دیگران هم‌دوره بوده است. احتمال داده می‌شود که پیرو دلا فرانچسکا نیز به او ژرفانمایی آموخته باشد. در سال ۱۴۷۲، او دورهٔ کارآموزی‌اش را کامل کرد و به‌عنوان استاد در انجمن قدیسان لوکا ثبت نام کرد.
پروجینو از نخستین نقاشان مرکزی ایتالیا بود که از نقاشی رنگ روغن استفاده کرد. برخی از آثار اولیهٔ او فرسکوهای گسترده برای صومعهٔ پدران جزواتی در سن جوستو آله مورا بود که در محاصره فلورانس (۱۵۲۹–۱۵۳۰) نابود شد؛ او همچنین طراحی‌های بسیاری برای این نقاشی‌ها آماده کرده بود که توسط دیگران با مهارتی درخشان به اجرا درآمد، از جمله در ویترای.

## رم

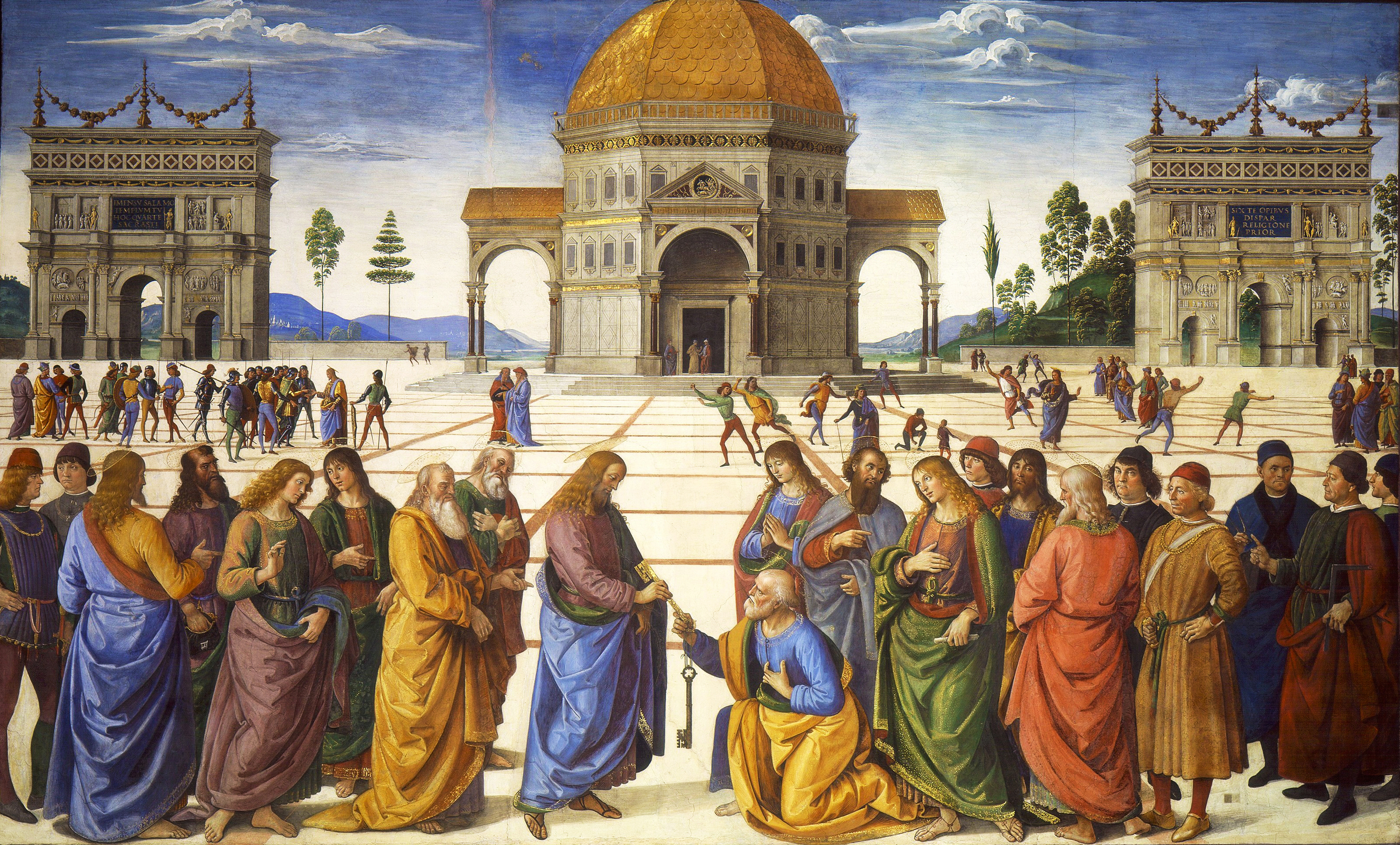
کلیدسپاری، فرسکو، ۱۴۸۱–۱۴۸۲، کلیسای سیستین، رم

پروجینو از فلورانس به پروجیا بازگشت؛ جایی که آموزش فلورانسی او در تابلوی ستایش مجوسیان برای کلیسای سانتا ماریا دی سروی در پروجیا (ح. ۱۴۷۶) نمایان بود. در حدود سال ۱۴۸۰، او به دعوت پاپ سیکستوس چهارم به رم فراخوانده شد تا چند تابلوی فرسکویی برای دیوارهای کلیسای سیستین نقاشی کند. آثار او در اینجا شامل موسی و صفورا (که اغلب به لوکا سینیورلی نسبت داده می‌شود)، غسل تعمید مسیح و کلیدسپاری بود. پینتوریکیو پروجینو را در این سفر همراهی کرد و به عنوان شریکش، یک‌سوم سودها را دریافت نمود. ممکن است برخی از سوژه‌های مربوط به صفورا را او کشیده باشد. فرسکوهای سیستین از مهم‌ترین سفارش‌های رنسانس والا در رم بودند. دیوار محراب نیز با نقاشی‌هایی از جمله عروج مریم، ولادت عیسی و موسی در نی مردابی تزئین شده بود که بعدتر برای فراهم کردن فضا برای روز داوری میکل‌آنژ نابود شدند.
بین سال‌های ۱۴۸۶ تا ۱۴۹۹، پروجینو عمدتاً بین فلورانس و پروجیا کار می‌کرد و در هر دو شهر کارگاه داشت. به گفتهٔ جورجو وازاری، در سپتامبر ۱۴۹۳ در فلورانس، پروجینو با کیارا، دختر معمار لوکا فانچلی، ازدواج کرد.

## دوران پایانی حرفه
در سال ۱۴۹۶، انجمن صرافان و بانک‌داران پروجیا از او خواستند تا تالار اجتماعاتشان را با نام تالار جلسات کالج کامبیو تزئین کند. انسان‌گرای مشهور فرانچسکو ماتورانتسیو به عنوان مشاور او عمل کرد. این پروژه بزرگ که احتمالاً تا سال ۱۵۰۰ به پایان رسید، شامل نقاشی طاق با طرح هفت سیاره و نشانه‌های منطقةالبروج بود (پروجینو طراح اصلی بود و احتمالاً اجرای بیشتر بخش‌ها توسط دستیارانش انجام شد) و همچنین نقاشی دو موضوع مذهبی در دیوارها: تولد مسیح و تجلی مسیح. افزون بر این، تصویر خدای ازلی، فضایل اساسی مانند عدالت، احتیاط، اعتدال، شجاعت، کاتوی بزرگ به عنوان نماد خرد، و شخصیت‌های برجستهٔ کلاسیک، پیامبران، و پیشگوها نیز در برنامه گنجانده شده بود. پروجینو تصویر خود را به شکل نیم‌تنه روی یکی از ستون‌های میانی تالار نقاشی کرد. این احتمال وجود دارد که رافائل، که در دوران نوجوانی در حدود ۱۴۹۶ تحت آموزش او قرار گرفته بود، در اجرای طاق کمک کرده باشد.
پروجینو در سال ۱۵۰۱ یکی از اولیای پروجیا شد. میکل‌آنژ روزی به صورت مستقیم به او گفت که «در هنر دست‌وپاچلفتی» است (goffo nell'arte)؛ واننوچی شکایتی برای افترا مطرح کرد که موفقیت‌آمیز نبود. او که از این توهین رنجیده بود، شاهکاری به نام مریم مقدس و مقدسان برای کارتوزیای پاویا خلق کرد، اثری که اکنون قطعه‌قطعه شده و در موزه‌های مختلف پراکنده است. تنها بخش باقی‌مانده در پاویا خدای پدر با کروبیان است. یک بشارت نیز ناپدید شده است؛ سه لوحهٔ مریم باکره در حال نیایش کودک عیسی، قدیس میکائیل و قدیس رافائل همراه توبیاس در میان گنجینه‌های نگارخانه ملی لندن هستند. در ادامه، بین سال‌های ۱۵۰۴ تا ۱۵۰۷، محراب بشارت را برای محراب اصلی بازلیکا دلا انونزیاتا در فلورانس خلق کرد؛ در این کار، جایگزین فیلیپینو لیپی شد. اما این اثر به دلیل نداشتن نوآوری شکست خورد و او شاگردانش را از دست داد. در حدود سال ۱۵۰۶، او برای همیشه فلورانس را ترک کرد و ابتدا به پروجیا و پس از یکی دو سال به رم رفت.

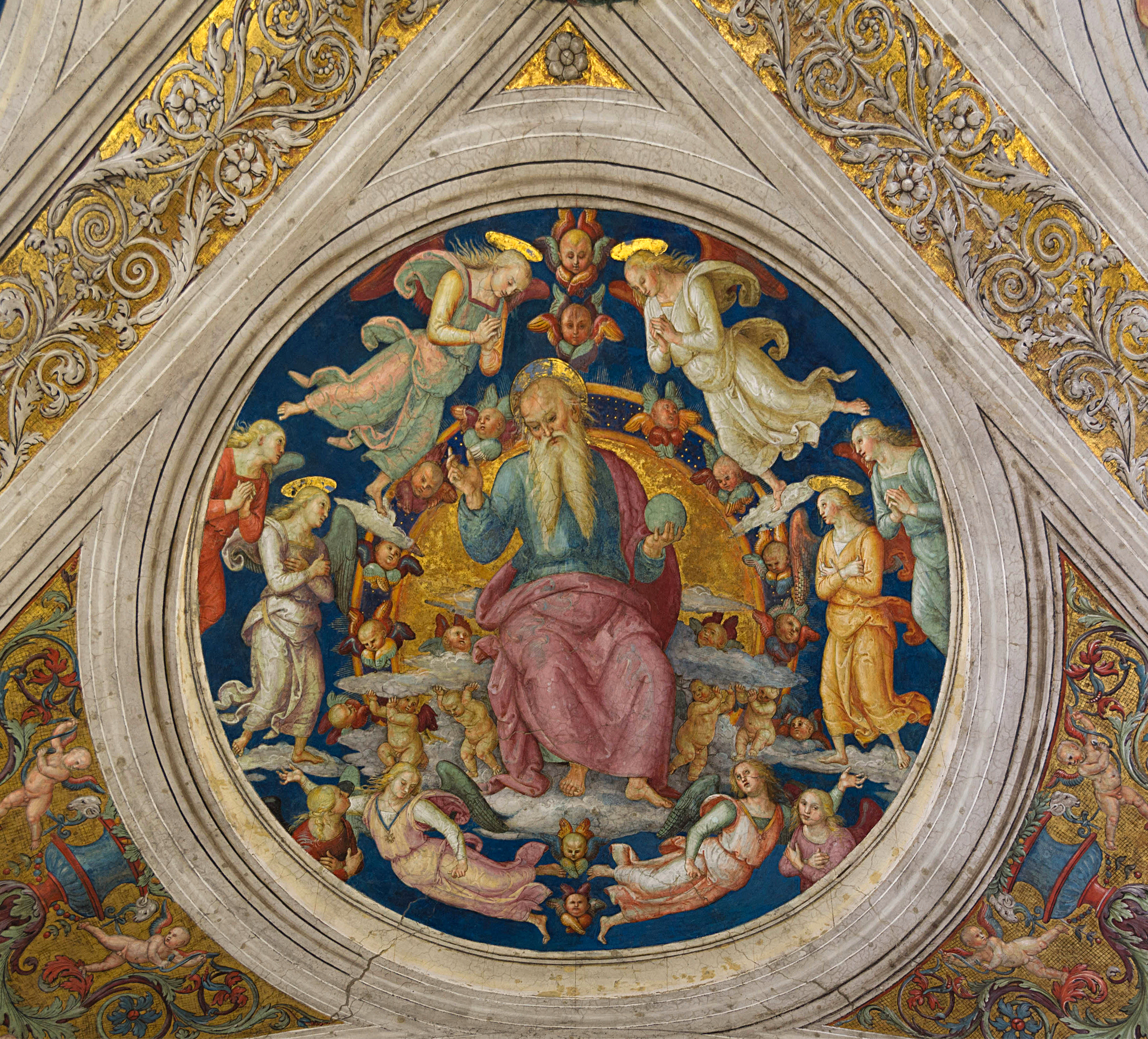
خدای پدر و فرشتگان از پیترو پروجینو روی سقف اتاق آتش‌سوزی بورگو، شهر واتیکان

پاپ ژولیوس دوم از پروجینو خواست تا اتاق آتشی در بورگو را در واتیکان نقاشی کند؛ اما به‌زودی ترجیح داد از هنرمند جوان‌تر، رافائل که توسط پروجینو آموزش دیده بود، بهره ببرد. واننوچی پس از کشیدن پنج مدالیون با تصویرهای مختلف از خدای پدر روی سقف، در سال ۱۵۱۲ رم را ترک کرد و به پروجیا بازگشت. از جمله آثار آخرش، یکی از بهترین‌ها محراب کلیسای سان آگوستینو در پروجیا بود که بین ۱۵۱۲ تا ۱۵۱۷ نقاشی شد و اکنون نیز پراکنده است.
آخرین فرسکوهای پروجینو در سال ۱۵۲۱ در کلیسای مادونا دله لاکریمه در تروی، اومبریا (با امضا و تاریخ) نقاشی شد. او در سال ۱۵۲۲ برای کلیسای کاستلو دی فورتینیانو نیز آثار فرسکویی خلق کرد. هر دو مجموعه اکنون از محل اولیه منتقل شده‌اند؛ مجموعه دوم اکنون در موزه ویکتوریا و آلبرت نگهداری می‌شود. او هنوز در سال ۱۵۲۳ در فونتینیانو بود که بر اثر مرگ سیاه درگذشت. همچون دیگر قربانیان طاعون، او به‌سرعت در مزرعه‌ای خارج از قبرستان دفن شد که مکان دقیق آن مشخص نیست. پروجینو در زمان مرگ دارای ثروت قابل توجهی بود و سه پسر از خود به‌جا گذاشت.
منبع اصلی ادعای بی‌اعتقادی پروجینو و تردید او در مورد جاودانگی روح، وازاری است. در سال ۱۴۹۴، لورنزو دی کردی پرترهٔ پروجینو را کشید که اکنون در اوفیتزی نگهداری می‌شود، و در آن طوماری با عنوان Timete Deum (از خدا بترسید: مکاشفه ۱۴:۷) نقش بسته است. این‌که یک بی‌دین آشکار با چنین نوشته‌ای همراه شود، عجیب به نظر می‌رسد. این پرتره چهره‌ای گرد، با چشمانی تیره و کوچک، بینی کوتاه و خوش‌تراش، لب‌هایی شهوانی، گردنی ستبر و موهایی انبوه و فرفری را نشان می‌دهد که ظاهری تأثیرگذار دارد. پرترهٔ دیگر در تالار کامبیو در پروجیا همین چهره را با نشانه‌هایی از گذر زمان نشان می‌دهد.

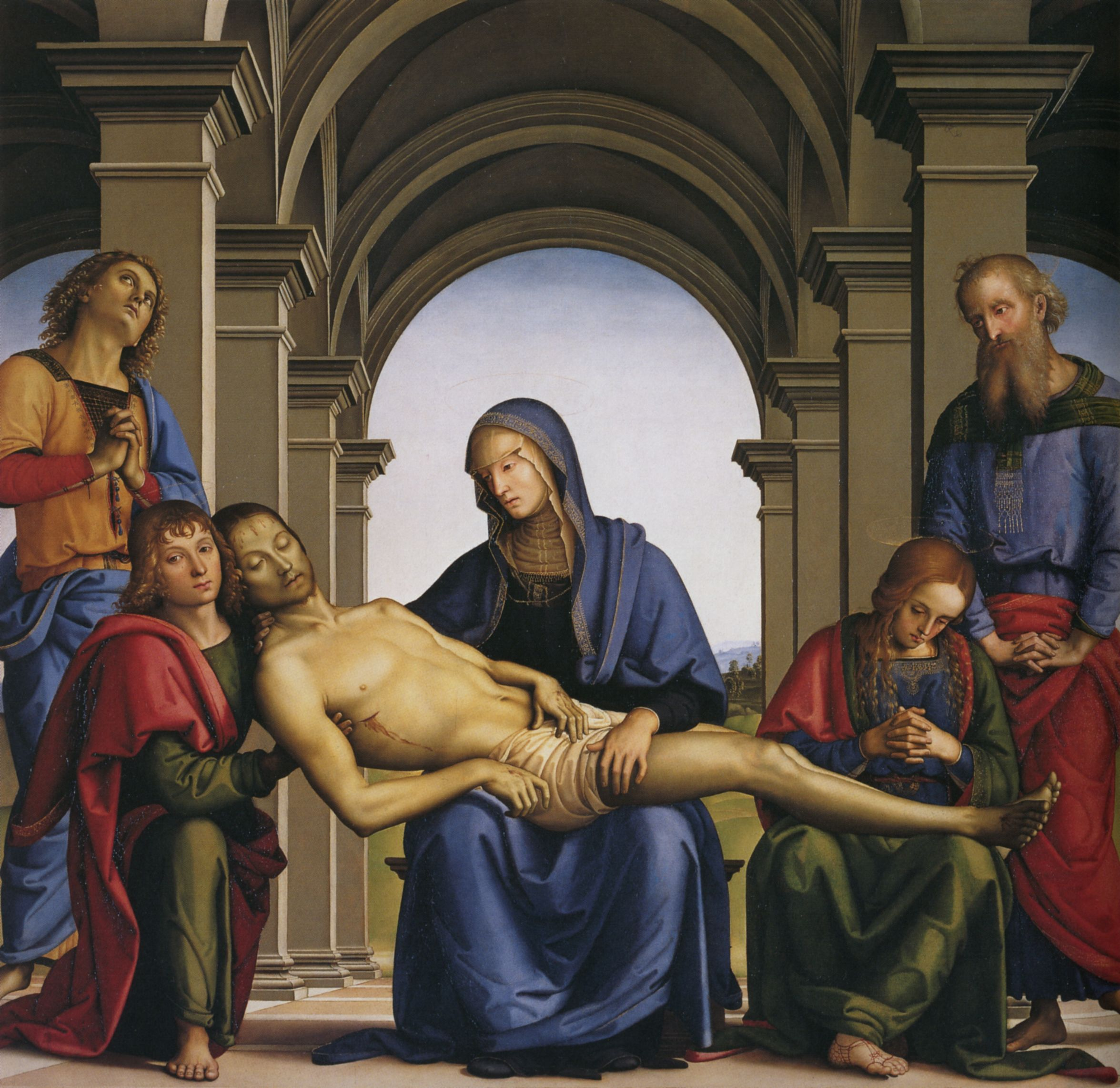
پیتا،

در سال ۱۴۹۵، پروجینو یک اثر به نام فرود آوردن مسیح را برای صومعهٔ سانتا کیارا در فلورانس (واقع در پالاتزو پیتی) امضا و تاریخ‌گذاری کرد. در حدود ۱۴۹۶ او یک تصلیب را فرسکو کرد که در سال ۱۴۹۳ برای ماریا مادلنا دِی پاتسی در فلورانس سفارش داده شده بود (تصلیب پاتسی). او همچنین صحنهٔ ازدواج یوسف و مریم مقدس (ازدواج مقدس) را نقاشی کرد که اکنون در موزهٔ کان (فرانسه) نگهداری می‌شود و بی‌تردید الهام‌بخش نسخهٔ بسیار معروف‌تری از ازدواج مقدس اثر رافائل در سال ۱۵۰۴ در بررا، میلان بوده است. اثر مهم دیگر پروجینو مرقع عروج مسیح بود که در حدود سال‌های ۱۴۹۶ تا ۱۴۹۸ برای کلیسای سن پیترو در پروجیا نقاشی شد (اکنون در موزه شهر لیون نگهداری می‌شود). سایر بخش‌های این محراب نیز اکنون در نگارخانه‌های دیگر پراکنده‌اند.
در نمازخانهٔ «دیسچیپلیناتی» در چیتا دلا پیوه، اثر نیایش مغان قرار دارد؛ این نقاشی مربعی به ابعاد ۶٫۵ متر شامل حدود سی پیکرهٔ انسانی در اندازهٔ طبیعی است. این اثر با سرعتی باورنکردنی، از اول تا حدود ۲۵ مارس سال ۱۵۰۵ اجرا شد و بی‌تردید بخش عمدهٔ آن را شاگردان واننوچی اجرا کرده‌اند.
در سال ۱۵۰۷، او اثر مریم باکره در میان جروم و فرانسیس آسیزی را خلق کرد که اکنون در کاخ پنّا (Palazzo Penna) نگهداری می‌شود. در کلیسای سن اونوفرُیو در فلورانس نیز فرسکویی ستوده‌شده اما مورد مناقشه از شام آخر وجود دارد؛ اثری دقیق و بی‌خطا اما بی‌روح که برخی آن را به پروجینو و برخی دیگر به رافائل نسبت داده‌اند؛ هرچند احتمال دارد این اثر از شاگردی دیگر از مکتب آمبریایی باشد.
از شاگردان پروجینو می‌توان به رافائل (که بیشترین تأثیر از پروجینو را در آثار اولیه‌اش دارد)، پومپئو کوکی،: ۶۱  ائوسبیو دا سن جورجو،: ۶۲  ماریانو دی اوستریو،: ۶۳  و جیووانی دی پیه‌ترو (ملقب به لو اسپانیا) اشاره کرد.

## یادمان‌ها

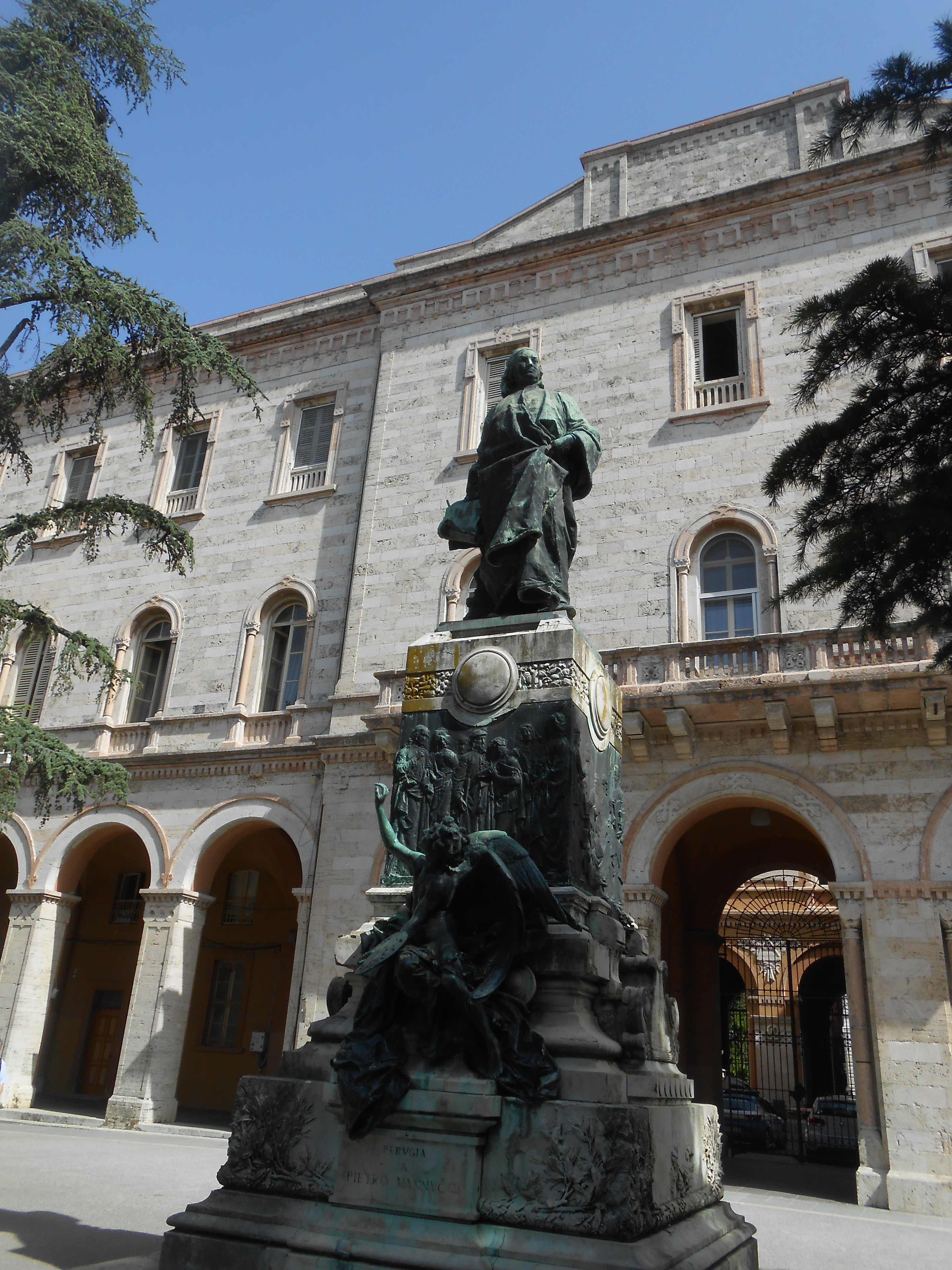
یادمان پیترو واننوچی، مشهور به پروجینو، در پروجا

شهر پروجا یادمانی مهم به پروجینو اختصاص داد که در سال ۱۹۲۳ توسط مجسمه‌ساز انریکو کواترینی ساخته شد و امروزه در باغ‌های کاردوچی دیده می‌شود.

## گزیده آثار

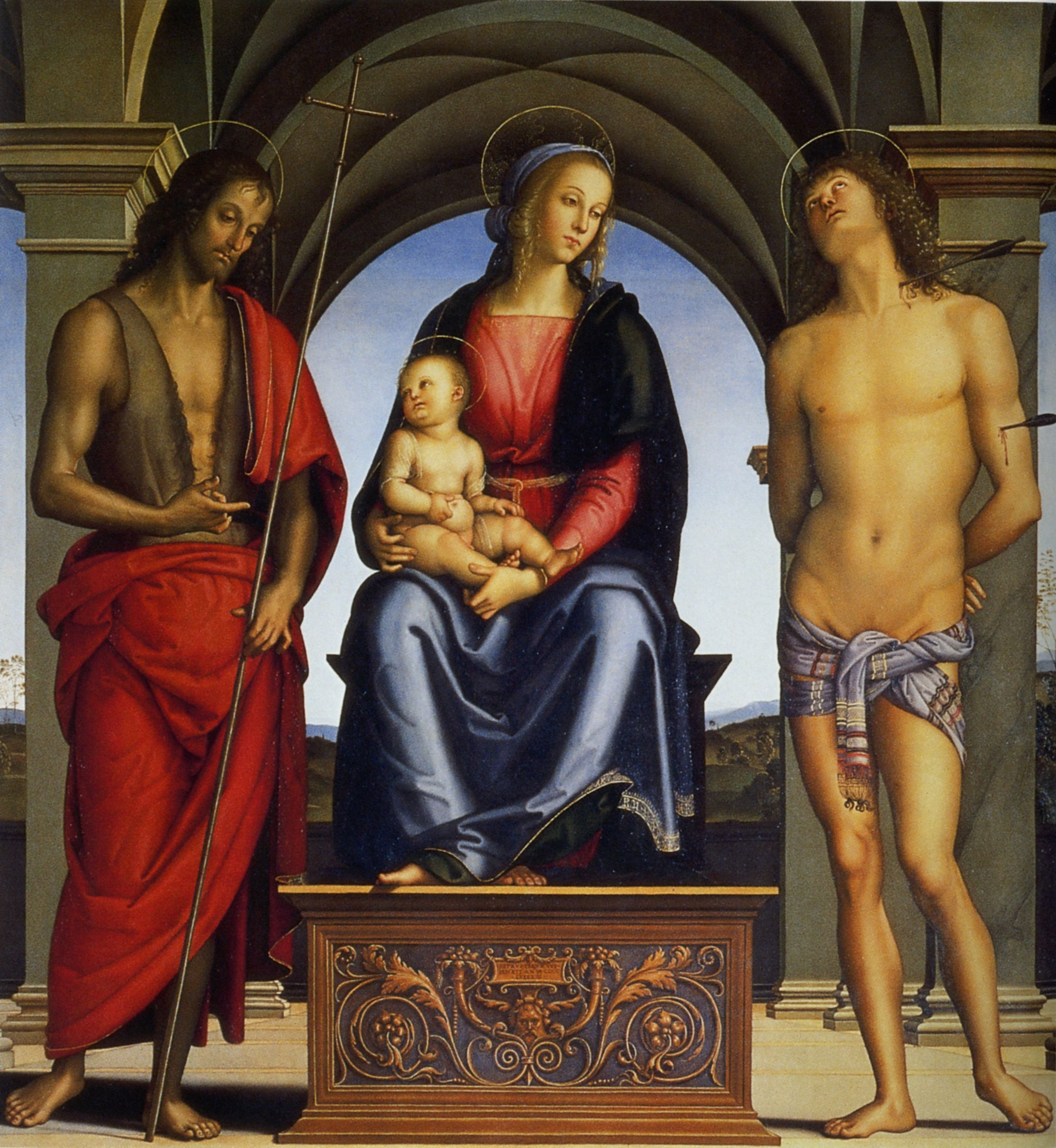
مریم مقدس با کودک بر تخت و قدیسان یوحنای تعمیددهنده و سباستین، ۱۴۹۳

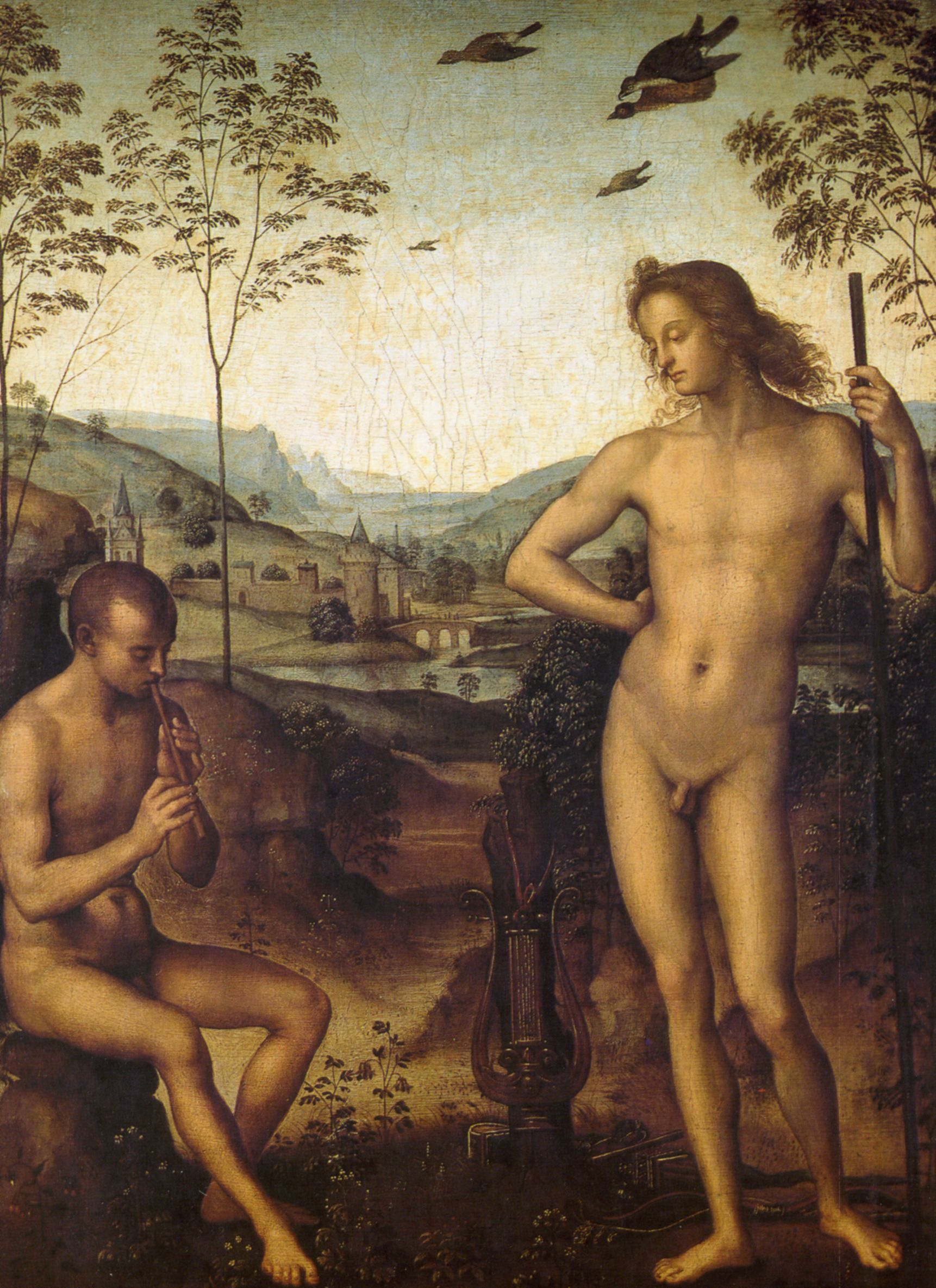
آپولون و مارسیاس،

- کلیدسپاری (۱۴۸۱–۱۴۸۲) — فرسکو، ۳۳۵ × ۶۰۰ سانتی‌متر، کلیسای سیستین، واتیکان
- تصلیب (سه‌لتی گالیتزین، دهه ۱۴۸۰) — برای سان دومنیکو در سن جیمینیانو، نگارخانه ملی هنر (آمریکا)
- پیتا (ح. ۱۴۸۳–۱۴۹۳) — رنگ روغن روی چوب، ۱۶۸ × ۱۷۶ سانتی‌متر، اوفیتزی، فلورانس
- محراب کلیسای جامع سن رومولو در فیزوله — فیزوله، ایتالیا
- بشارت فانو (ح. ۱۴۸۸–۱۴۹۰) — رنگ روغن روی چوب، ۲۱۲ × ۱۷۲ سانتی‌متر، کلیسای سانتا ماریا نووُا، فانو (ایتالیا)
- پرتره لورنزو دی کردی (۱۴۸۸) — رنگ روغن روی چوب، منتقل‌شده به بوم، نگارخانه ملی هنر (آمریکا), واشینگتن، دی.سی.
- سن سباستین (ح. ۱۴۹۰) — روغن روی چوب، ۱۷۴ × ۸۸ سانتی‌متر، موزه ملی سوئد، استکهلم
- سن سباستین (پروجینو، لوور) (ح. ۱۴۹۰–۱۵۰۰) — چوب، ۱۷۶ × ۱۱۶ سانتی‌متر، لوور، پاریس
- سن سباستین (بعد از ۱۴۹۰) — روغن روی چوب، ۱۱۰ × ۶۲ سانتی‌متر، گالری بورگزه، رم
- مریم ظاهرشده به سن برنارد (ح. ۱۴۹۰–۱۴۹۴) — روغن روی چوب، ۱۷۳ × ۱۷۰ سانتی‌متر، آلته پیناکوتک، مونیخ
- محراب آلبانی تورلونیا (۱۴۹۱) — تمپرا روی چوب، ۱۷۴ × ۸۸ سانتی‌متر، مجموعه تورلونیا، رم
- مریم مقدس با کودک بر تخت و قدیسان یوحنای تعمیددهنده و سباستین (۱۴۹۳) — روغن روی چوب، ۱۷۸ × ۱۶۴ سانتی‌متر، اوفیتزی، فلورانس
- سن سباستین (پروجینو، ارمیتاژ) (۱۴۹۳–۱۴۹۴) — روغن و تمپرا روی چوب، ۵۳٫۸ × ۳۹٫۵ سانتی‌متر، موزه ارمیتاژ، سن پترزبورگ
- پرتره فرانچسکو دله اوپره (۱۴۹۴) — روغن روی چوب، ۵۲ × ۴۴ سانتی‌متر، اوفیتزی
- محراب کارتوزیای پاویا (۱۴۹۶–۱۵۰۰) — روغن روی چوب، ۵۲ × ۴۴ سانتی‌متر، نگارخانه ملی لندن
- محراب دچم‌ویری (۱۴۹۷) — روغن روی چوب، ۱۹۳ × ۱۶۵ سانتی‌متر، پیناکوتکا واتیکانا، رم
- محراب فانو (۱۴۹۷) — روغن روی چوب، ۲۶۲ × ۲۱۵ سانتی‌متر، کلیسای سانتا ماریا نووُا، فانو (ایتالیا)
- عروج سن فرانچسکو آل پراتو (ح. ۱۴۹۹–۱۵۰۱) — روغن روی چوب، ۲۳۳ × ۱۶۵ سانتی‌متر، موزه‌های واتیکان
- محراب واللومبروزا (۱۵۰۰) — روغن روی چوب، ۴۱۵ × ۲۴۶ سانتی‌متر، گالری آکادمیا فلورانس
- محراب تزّی (ح. ۱۵۰۰) — روغن روی چوب، ۱۸۰ × ۱۵۸ سانتی‌متر، نگارخانه ملی اومبریا، پروجا
- مریم باکره در شکوه با قدیسان (ح. ۱۵۰۰–۱۵۰۱) — روغن روی چوب، ۳۳۰ × ۲۶۵ سانتی‌متر، پیناکوتکا ناسیوناله بولونیا
- ازدواج مقدس (پروجینو) (۱۵۰۰–۱۵۰۴) — روغن روی چوب، ۲۳۴ × ۱۸۵ سانتی‌متر، موزه هنرهای زیبا، کان (فرانسه)
- سن سباستین بسته‌شده به ستون (پروجینو) (ح. ۱۵۰۰–۱۵۱۰) — روغن روی بوم، ۱۸۱ × ۱۱۵ سانتی‌متر، موزه هنر سائو پائولو، برزیل
- نبرد عشق و عفاف (۱۵۰۳) — تمپرا روی بوم، ۱۶۰ × ۱۹۱ سانتی‌متر، برای اتاق مطالعات ایزابلا دسته، لوور
- پلیپتیک انونزیاتا (۱۵۰۴–۱۵۰۷) — روغن روی چوب، ۳۳۴ × ۲۲۵ سانتی‌متر (لوحه اصلی)، گالری آکادمیا و کلیسای انونزیاتا، فلورانس
- ولادت: مریم، یوسف و شبانان در حال نیایش کودک عیسی (ح. ۱۵۲۲) — فرسکو منتقل‌شده به بوم از کلیسای سانتا ماریا آسونتا در فونتینیانو، ۲۵۴ × ۵۹۴ سانتی‌متر، موزه ویکتوریا و آلبرت، لندن
- عروج مسیح (محراب سانسپولکرو؛ ح. ۱۵۱۰) — روغن روی چوب، ۳۳۲٫۵ × ۲۶۶ سانتی‌متر، کلیسای جامع سانسپولکرو
- ناتانائیل (۱۵۱۲–۱۵۲۳) — روغن روی چوب، ۸۹ × ۷۱ سانتی‌متر، بخشی از پلیپتیک، موزه هنر بیرمنگام

آثار مذهبی، جزئیات، پرتره‌ها
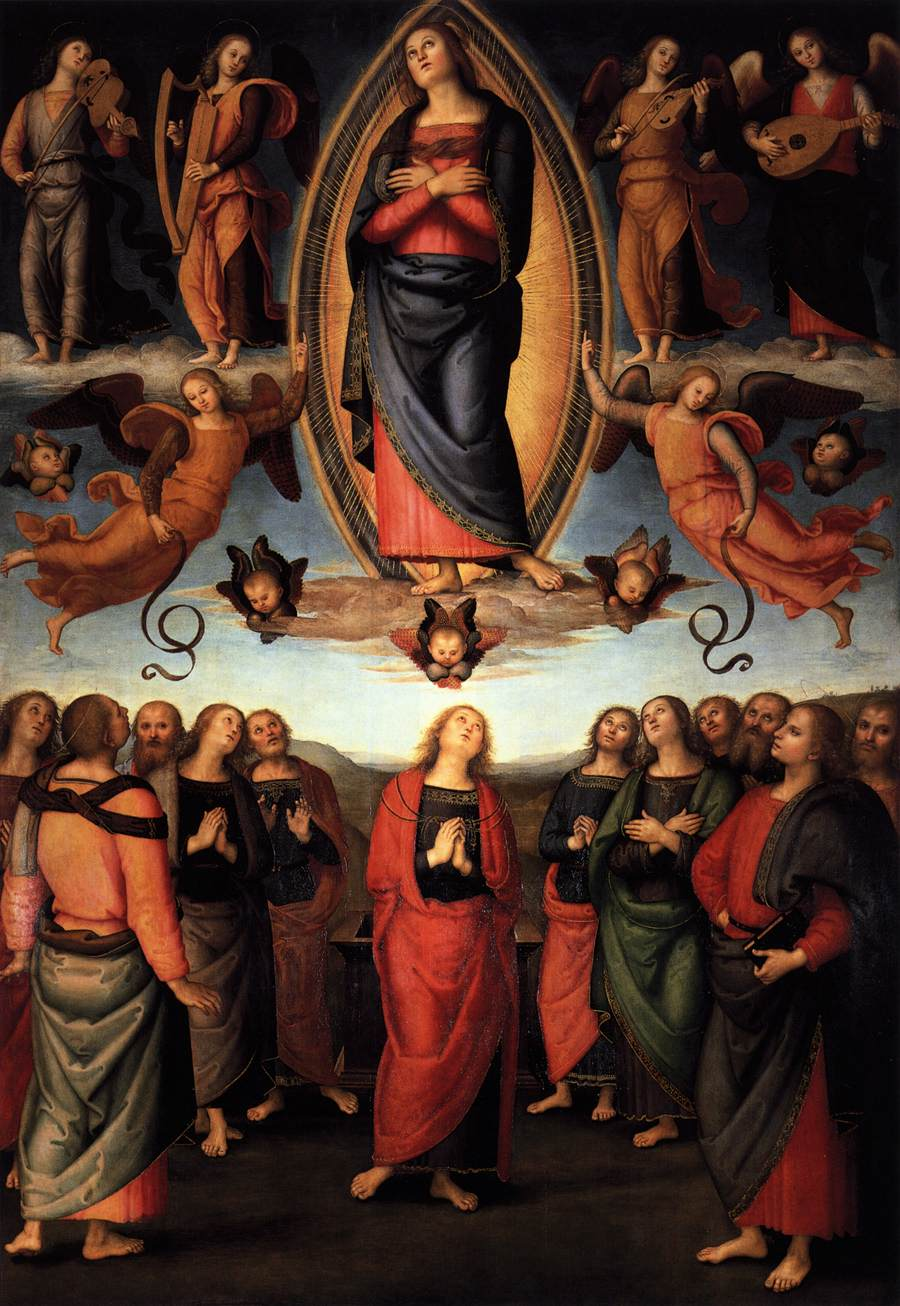
عروج مریم (ح. ۱۵۰۶)
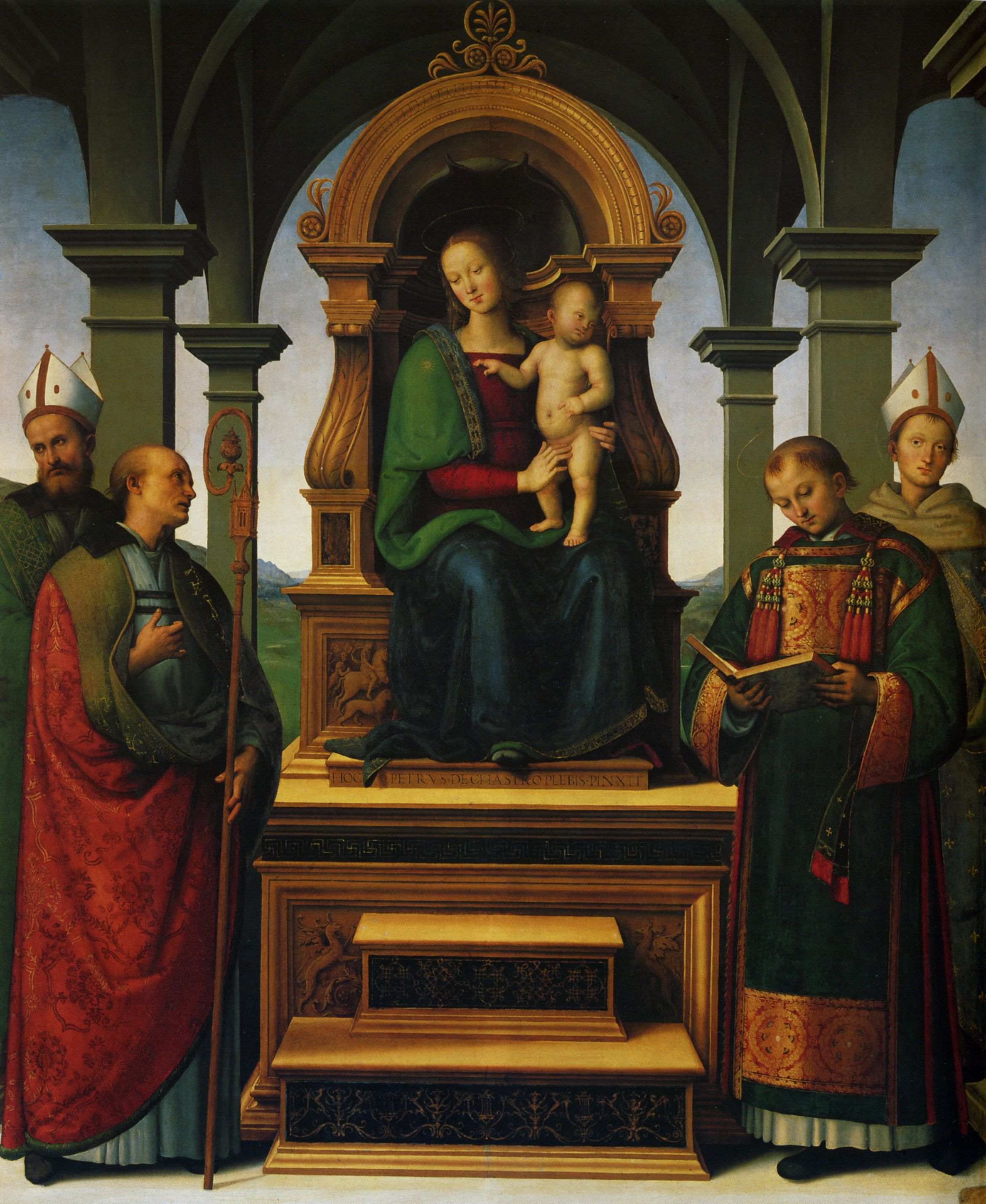
محراب دچم‌ویری (۱۴۹۵)
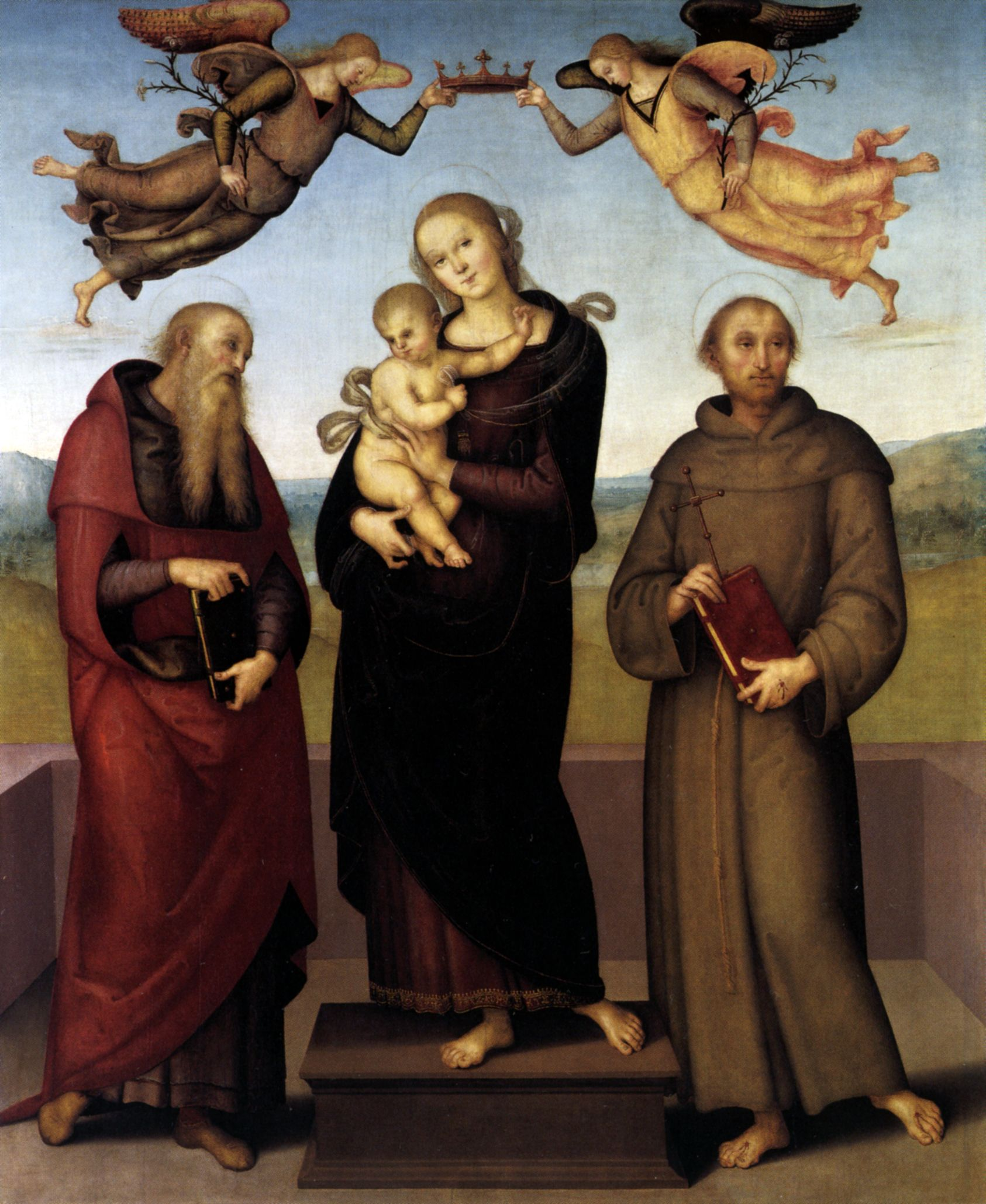
مریم با کودک در میان قدیسان جروم و فرانسیس (ح. ۱۵۰۷)
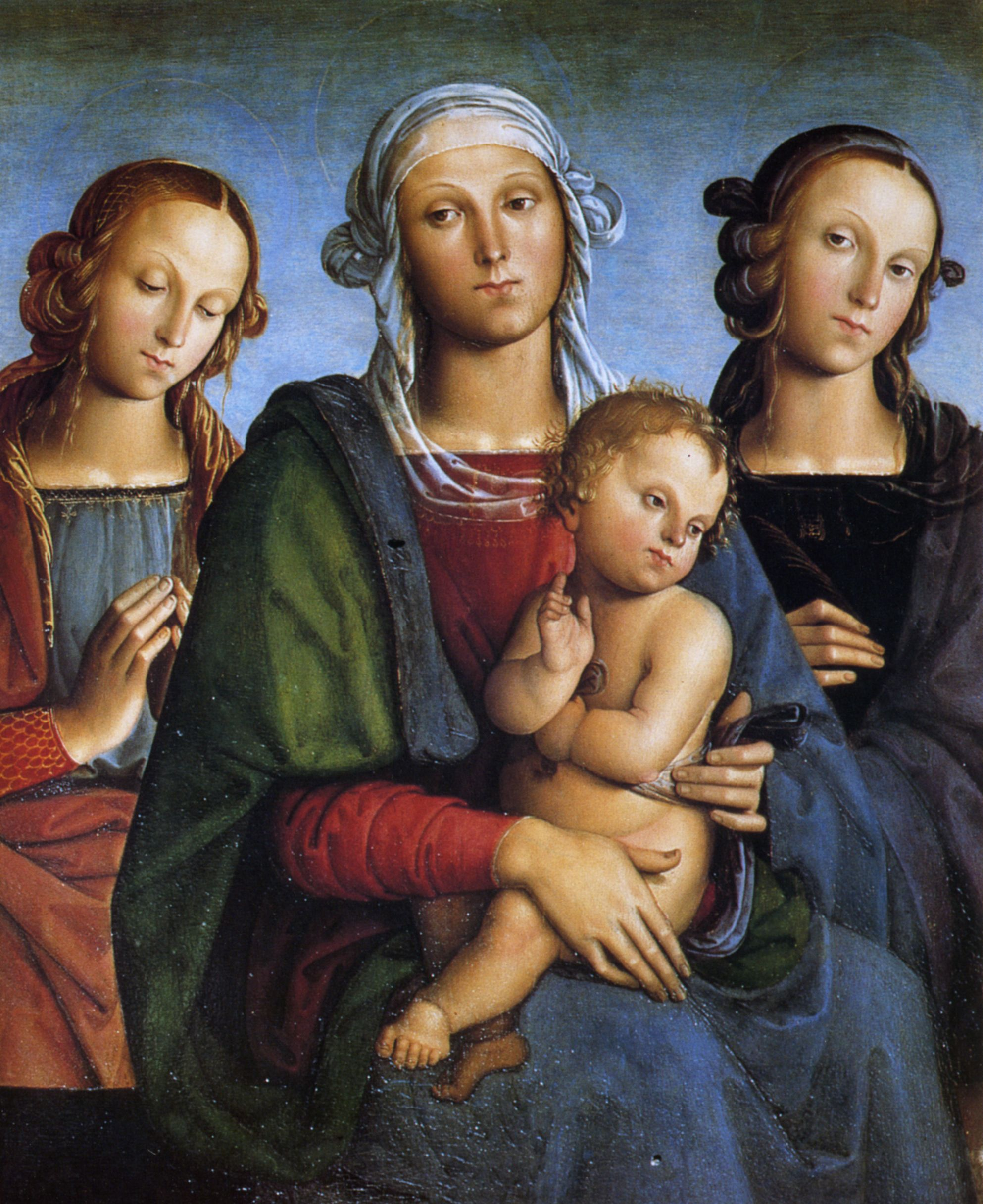
مریم و کودک در میان قدیسان رُزا و کاترین (ح. ۱۴۹۳)

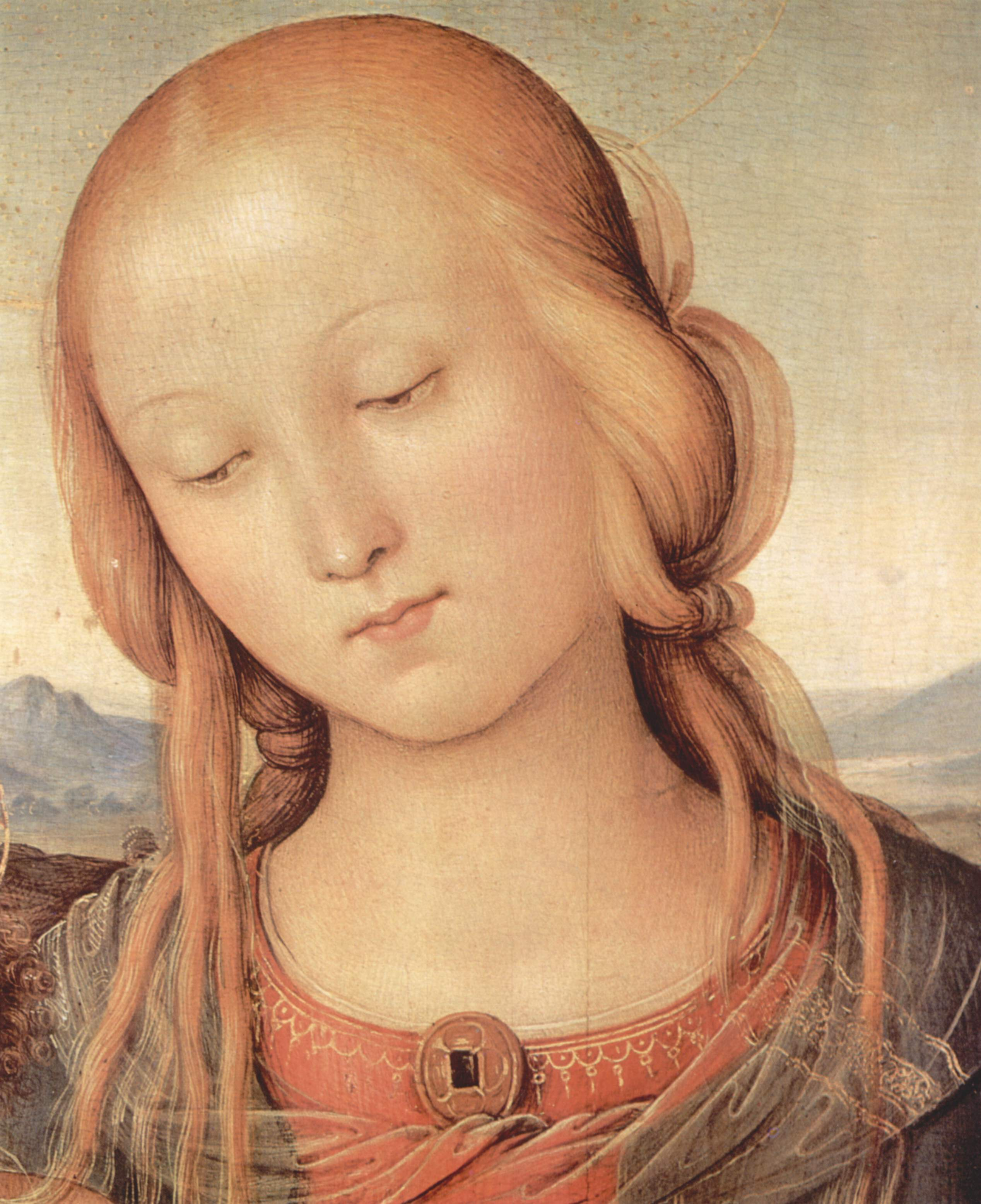
جزئیات، مریم
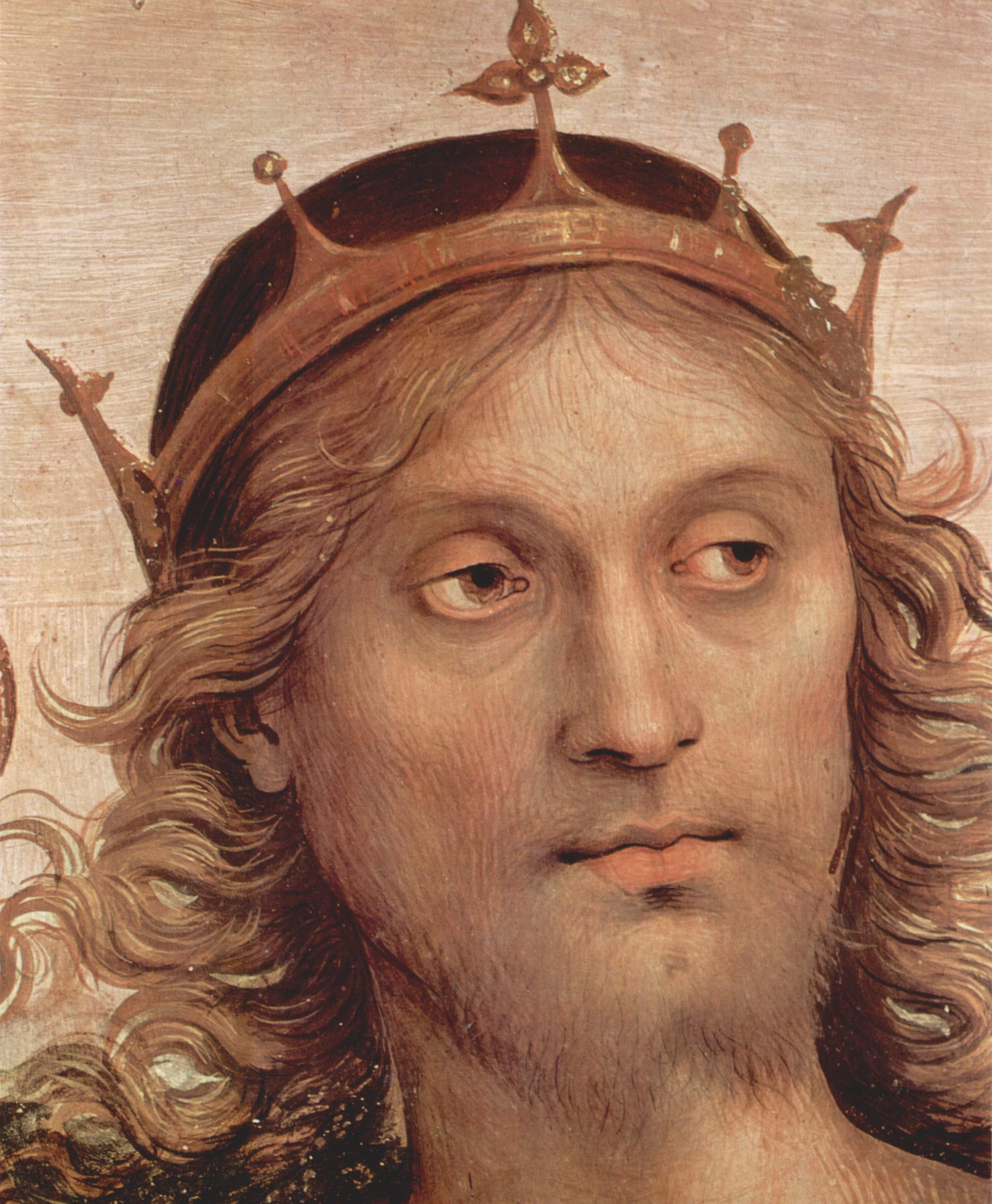
جزئیات، پیامبران و سیبیل‌ها، فرسکو
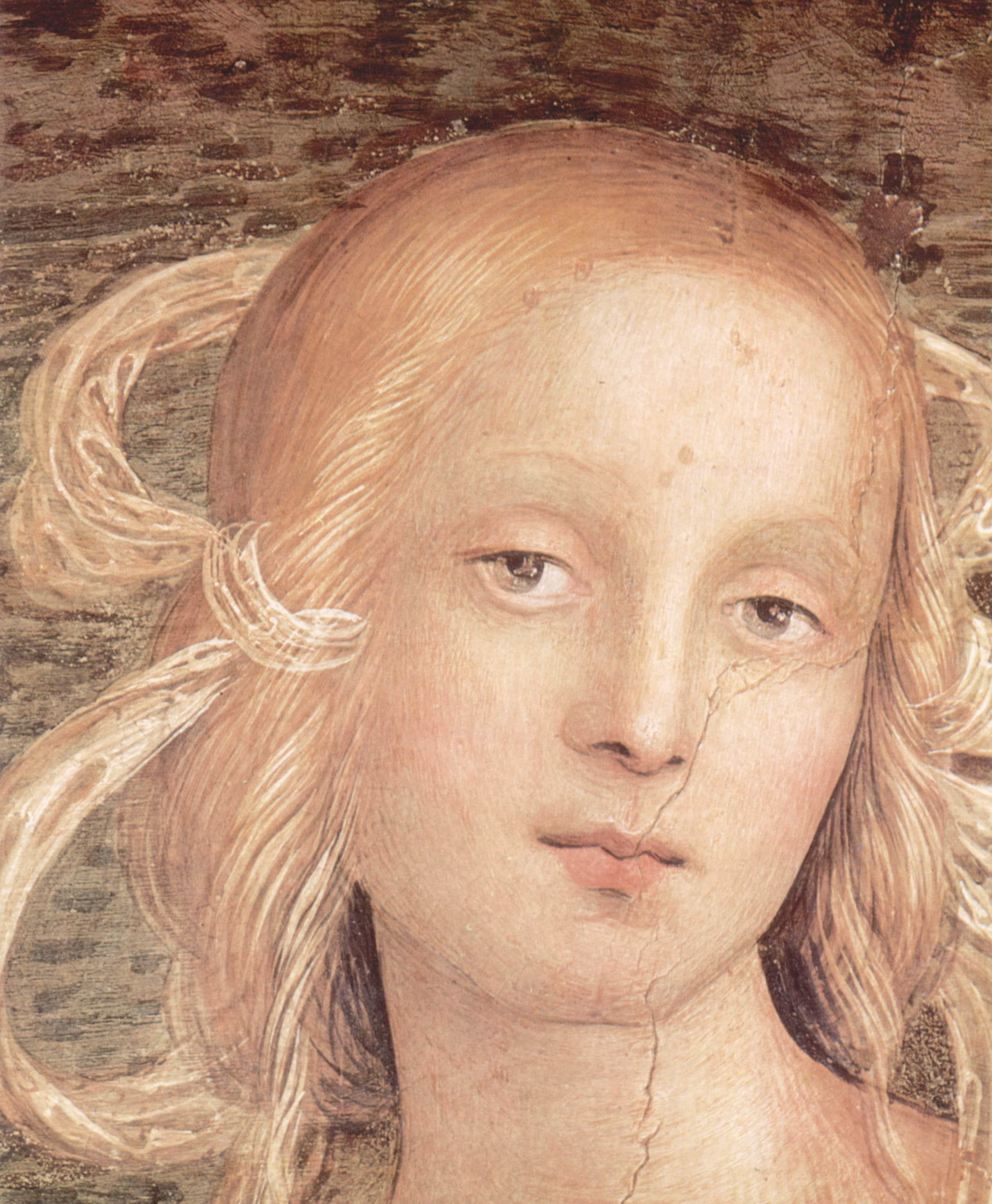
جزئیات، پیامبران و سیبیل‌ها، فرسکو
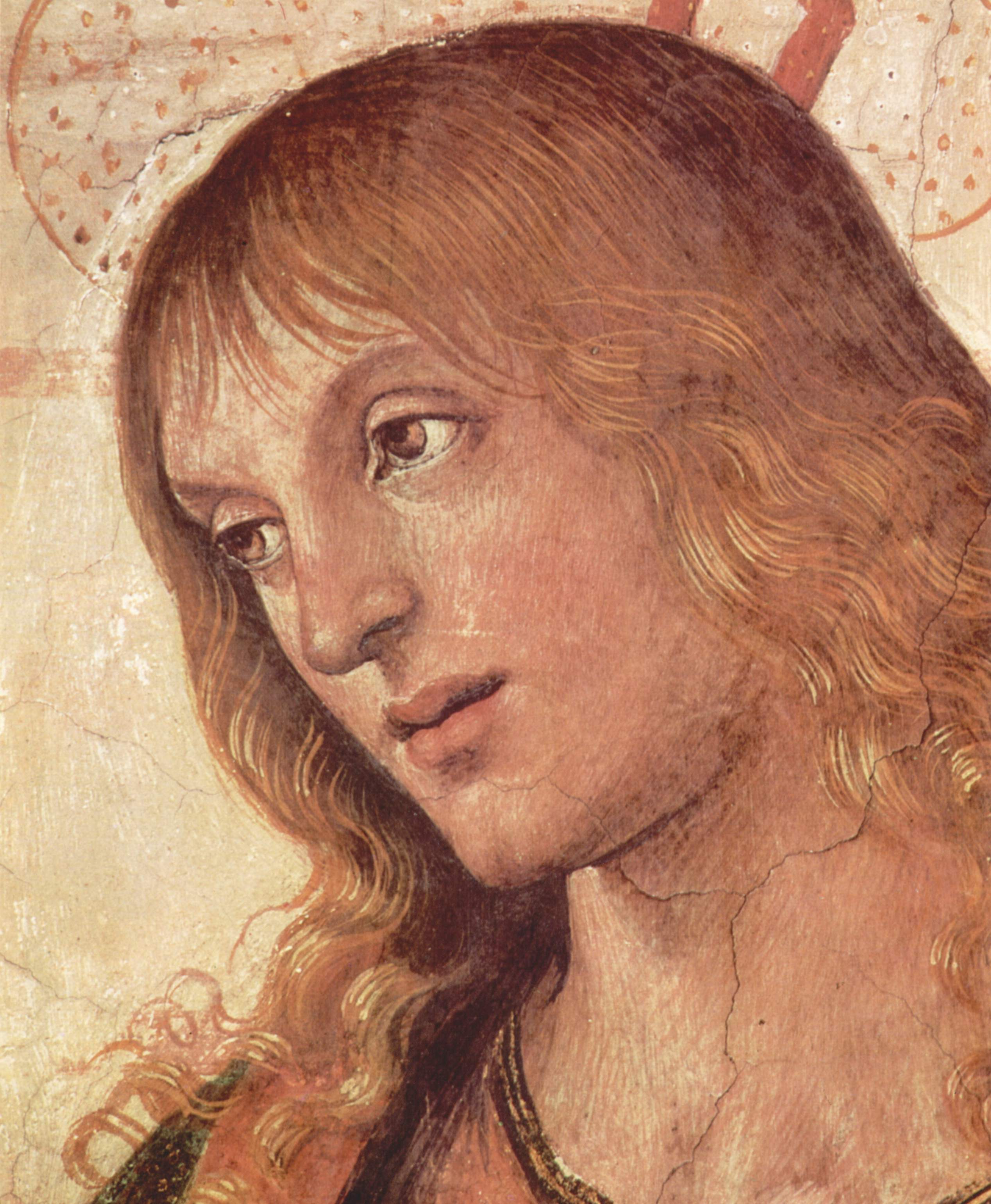
جزئیات، کلیدسپاری، فرسکو
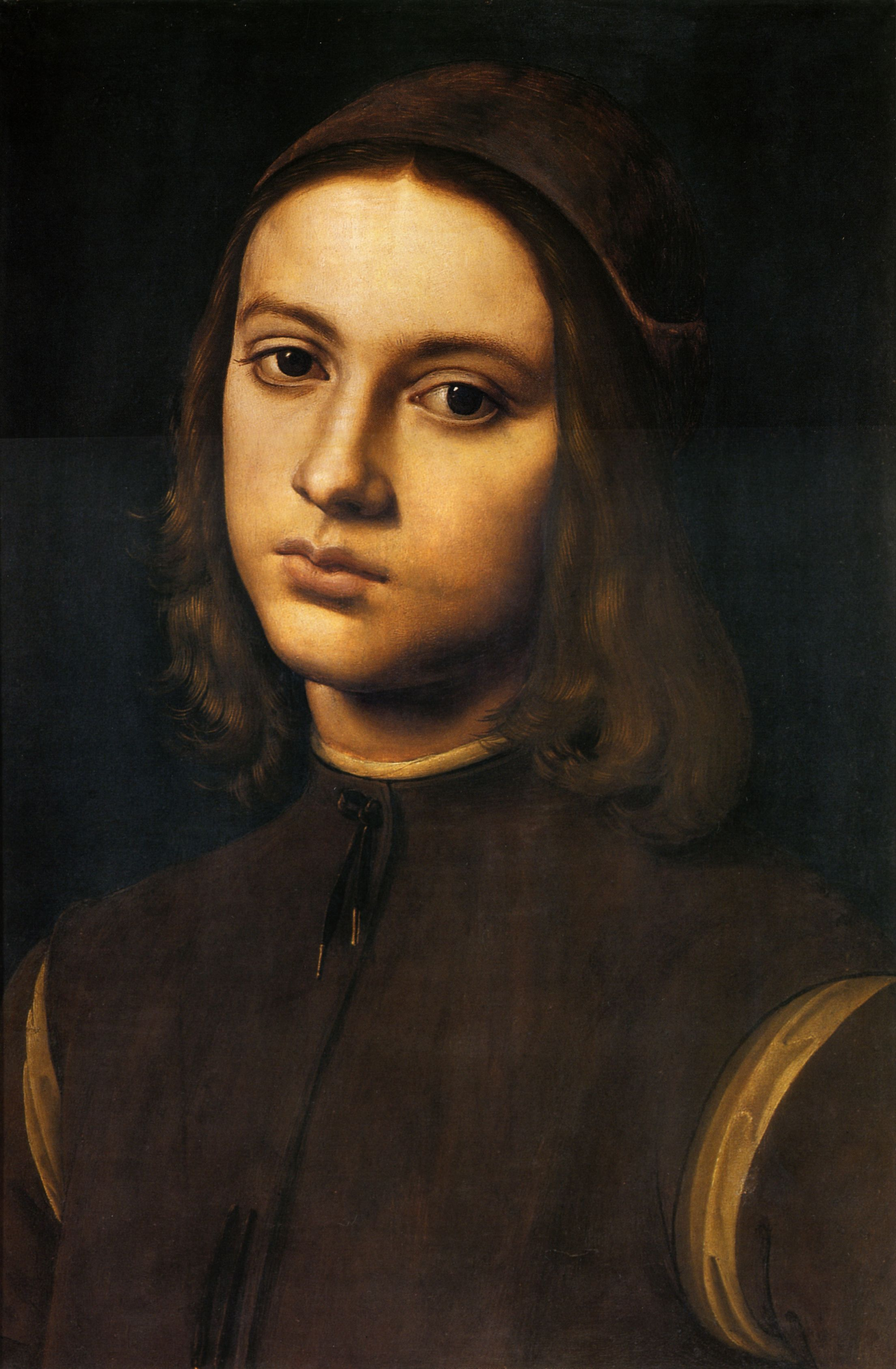
پرترهٔ پسر (۱۴۹۵)
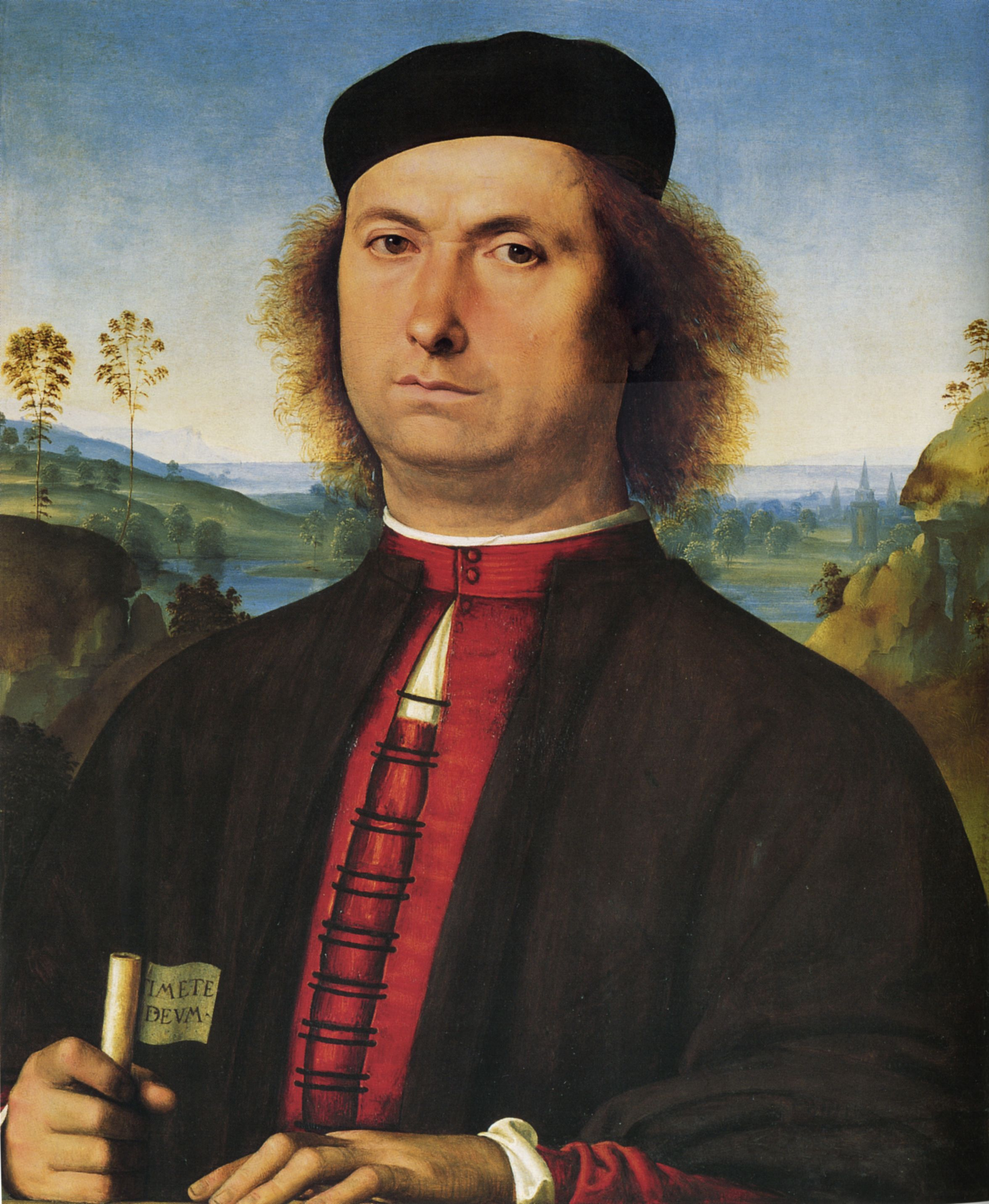
پرترهٔ فرانچسکو دله اوپره
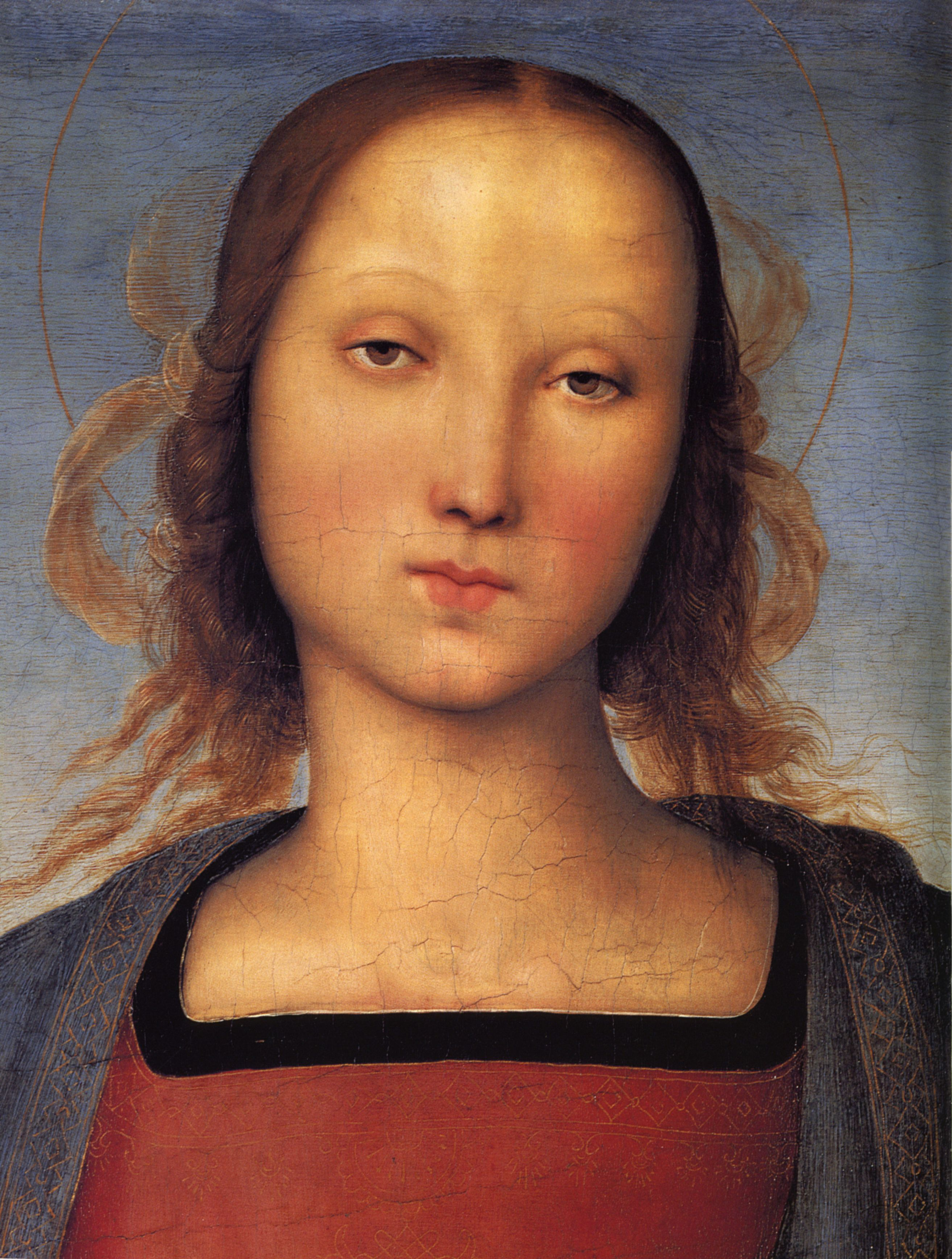
جزئیات، مریم با کودک
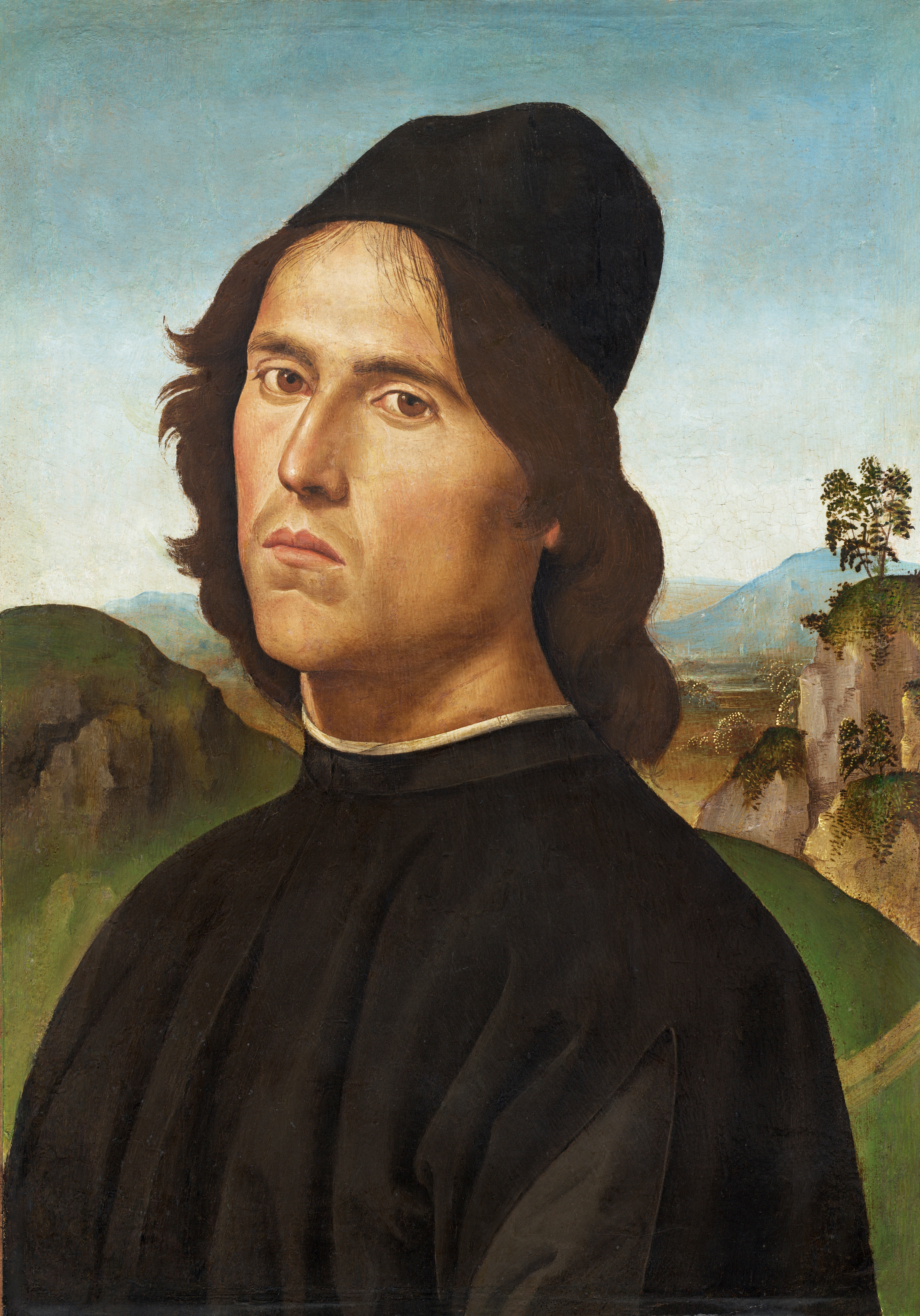
پرترهٔ لورنزو دی کردی